# 军阀割据时期

1925年中国军阀割据的形势图。图上为西班牙语，汉语注释如下。
图例右列反抗直系军阀的势力：
国民军—冯玉祥
奉系军阀—张作霖
晋系军阀—阎锡山
图例中列的直系势力：
川系军阀——杨森
直系军阀——吴佩孚
五省联军——孙传芳
图例左列的中国国民党及与其结盟的军阀：
广州国民政府——汪兆铭
新桂系军阀——李宗仁
滇系军阀——唐继尧

军阀割据时期，又称军阀混战时期（西方学术界称军阀时代）是指自1916年6月6日袁世凯去世至1928年12月29日东北易帜的十二年间，中国境内军阀割据、混战的历史阶段。这一历史时期中，由于社会权威的缺失所导致的政治力量的多元化和军事力量的均势化，中华民国形成了以军阀割据为主要特征的政治格局:8。
军阀割据时期起始于袁世凯于1916年6月6日病逝，袁世凯之死造成了巨大的权力真空。南方各省在护国战争期间宣布独立，长期游离于北京政府统辖之外，北洋军阀内部也迅速分化。唐继尧、陆荣廷借维护民主共和之名公开讨袁，形成了以西南诸省为基地的暂时协调统一的集团；在长江下游地区，冯国璋以中间人的地位，逐渐形成以自己为中心的直系军阀，既不公开地反袁，但又拒绝同南方革命党合作；领导皖系军阀的段祺瑞重新出任内阁总理，意图取代袁世凯，成为北洋派的核心力量。此外，张作霖的奉系开始在东北崛起，由孙中山领导的国民党也开始与北洋政府争夺中国合法政府的地位。
1916年，继任大总统的黎元洪与国务总理段祺瑞之间的矛盾不断激化，发生了“府院之争”。次年，张勋率军攻入北京，解散国会、驱逐黎元洪，并试图复辟清朝，但被段祺瑞的“讨逆军”镇压。之后，冯国璋代理大总统职务，但段祺瑞拒绝重开国会、恢复约法。南方诸省强烈反对段祺瑞的行为，护法战争爆发，至此，中国陷入了长期的南北分裂对峙局面。
在北方，冯国璋于1918年10月辞去代理大总统职务，徐世昌继任大总统。1920年7月，直系的新领导人曹锟与张作霖结盟，在直皖战争中击败了段祺瑞，直奉两系共同控制中央政府。曹锟和张作霖的权力冲突最终演变成1922年的第一次直奉战争，在战争中获胜的曹锟于1923年当选为中华民国大总统。1924年第二次直奉战争爆发，冯玉祥发动政变和张作霖一同推翻了直系，并邀请段祺瑞出山担任临时执政，但不久冯玉祥又与张作霖决裂。1925年吴佩孚发动反奉战争，恢复了直系在中原地区的势力范围。其后吴佩孚又与张作霖联合讨伐冯玉祥，北洋政府自此受奉系控制直到1928年6月张作霖撤回关外。
南方军阀主要由滇系、桂系、黔系和川系组成，他们曾在护国战争和护法战争中联手对抗过北方军阀。1917年7月，孙中山南下广州组建护法军政府。1918年，桂滇两系军阀以七总裁取代大元帅，孙中山的权力被架空。孙中山遂于退出护法军政府，与陈炯明一道开辟闽南护法区。1920年，陈炯明发起第一次粤桂战争，驱逐了陆荣廷在广东的势力，孙中山重回广东主持第二次护法。但陈炯明很快因分歧而与孙中山反目。1923年，在滇系唐继尧的援助下，孙中山重新掌权。为了解决依赖军阀的问题，孙中山接受了苏联的援助，创建了黄埔军校和国民革命军。孙中山于1925年去世后，黄埔军校校长蒋中正成为国民革命军的领导人。1926年，蒋中正宣布誓师北伐，1928年12月29日，张学良宣布东北易帜，接受南京国民政府领导，中国完成形式统一，军阀割据时期结束。
1929年之後，雖然蔣中正領導的國民政府名义上实现了南北统一，但是各路新舊軍閥仍在國民政府旗下保持一定自主性。尽管军事和政治内斗有所减弱，冲突却从未停止，導致日後第二次世界大戰和國共內戰时期，中国依然未能建立真正统一的全国军政体系。

## 背景
民國年間軍閥割據的遠因源自前朝晚清的歷史發展。太平天國民變爆發後，清廷之中央精銳八旗和綠營入關日久，生活糜爛而戰鬥力奇低，最終被迫依賴地方團練民兵平亂，當中以湘軍淮軍為佼佼者。隨著清廷日益腐朽衰落，掌握團練兵權的地方勢力乘勢崛起，後期甚至強盛到可以影響清廷決策。資助團練的地方地主與紳商勢力亦多半以自然經濟為本，以家庭為生產單位、土地為最主要的生產資源、產品自給自足的經濟方式，使得自然經濟在一個很小的地域範圍內，就能形成完備的獨立政經體系；亦因此對全國性市場全無需求，並在勢力範圍內利用工會、商會抵制外來經濟。辛亥革命後，他們擔心自己的既有利益會在動盪中受到侵害，自然向當地割據軍人尋求保護。對全國市場統一的淡漠、渴求安定生產環境與一定政治特權的願望，使他們成為地方軍閥有力的統治支持者與經濟來源之一，此為民國軍閥能夠依省割據的經濟因素。
其後爆發庚子拳亂，清軍拳民與現代化的八國聯軍交鋒時不堪一擊，令慈禧太后深刻體認到現代化的急切必要，並因此著手發動庚子新政。改革重中之重為創建新軍，其由中央政府直接撥款並指揮之核心部隊，史稱北洋六鎮新軍。
建軍計劃本預定拓展至全國建立36鎮、約五十萬正規軍，並成為全國主要武裝部隊核心，但當時清廷籌措庚子賠款後已國庫空虛，根本無法負擔北洋六鎮以外的軍費，再加上清廷根本沒有教授現代軍事知識的新式軍校，必須讓年輕軍官赴笈留學學習，人員選拔也是交由各省興辦的武備學堂考選。因此，清廷將建設六鎮以外新軍的主要責任下放地方，導致非六鎮新軍基本上都是各省政府自籌自武自招自練，這種做法雖然可以減少中央政府財政負擔，但顯而立見的弊端即中央政府對地方兵權根本無從置喙，註定了地方軍閥崛起之必然定局。
除了各省自籌之新軍以外，核心部隊北洋軍的忠誠度對清廷亦成另一極大隱憂。北洋軍軍官泰半出身於其袁世凱親手在小站培訓的定武軍，建軍過程亦由其一手包辦；袁極善籠絡人心，不像舊式將領般依賴幕僚處理軍務，反而事必躬親，重視官兵福利，親自監督發餉，避免貪污舞弊，重視部隊軍備、後勤、軍紀，士兵對其均非常愛戴感念。袁雖然治軍有方，但同時亦喜好個人崇拜，特別強調「事事以本督辦為心」，更濫用洗腦手段將軍隊去國家化及私兵化，導致北洋軍對袁的個人忠誠遠大於清廷。據說其麾下軍官每日操課前後都有「三問」，一問：「我們喫誰家的飯？」士兵齊答：「袁宮保的飯！」；二問：「我們穿誰家的衣？」齊答：「袁宮保的衣！」；三問：「那我們為誰家死，為誰家出力？」齊答：「為袁宮保死，為袁宮保出力！」眾北洋官兵皆將袁視為衣食父母，敬若神明，竟達到了只知袁宮保、不知大清國，甚至於營內為袁供奉長生牌位的程度。一般歷史學家認為袁世凱是「軍閥之父」：
㈠袁世凱統領北洋軍，北洋軍是軍閥部隊前身
㈡袁世凱當總統時故意將北洋軍人勢力擴展至中國中南部
㈢袁世凱用武力解決一切問題，形成「政治軍事化（militarization of politics）」；袁世凱在1914年把各省都督改為將軍，只管軍事，另設巡按使掌民政，牽制地方軍人力量；袁世凱死後出現軍閥割據，兩者關係重大，但絕非他個人希望:21-22。此點清廷並非毫不知情，因此宣統在光緒皇帝及慈禧太后相繼去世後，旋即撤換袁世凱，試圖削弱其對新軍之影響力，但袁多年治軍的個人威望已深入軍心；以至辛亥革命爆發之際，北洋六鎮雖接獲清廷軍令討伐革命黨，但是實際上卻陽奉陰違，一直按兵不動隔岸觀火，令清廷逼不得已重新起用袁世凱才得以成功調動北洋軍，而這些原來效忠清廷的北洋軍官們，就成了後來的北洋軍閥。
因晚清各大改革最終均成效不彰，故以軍隊武力推動政治目標之風氣日盛；晚清革命黨大部分的革命均是藉助省立新軍的武力發動，而推倒滿清的兩件大事：同盟會的辛亥革命及北洋軍的北洋兵變更是完全以新軍武力為基礎。滿清倒臺後，中國頓時陷入權力真空，清帝已然退位，但無一勢力足夠強大能獲得能遍及全國的絕對權威；各勢力大者養兵以圖逐鹿中原爭奪中央權力、小者囤兵僅求割據一方自保於亂世動盪之中，自然加劇了擁兵自重的需求。基於軍事力量的重要性，故此各省獨立後多以當地新軍將領出任都督，一人獨攬全省一切政經大權並進行軍政一體化治理，方便以經養戰，自然成為了養成軍閥的溫床。袁世凱算是當時相對而言最大的勢力，本來的確有機會統一全國，但其仍有喜用武力解決問題的政治軍事化傾向（如故意將北洋軍勢力擴展至華中華南），此專橫的行事風格卻容易招來各方勢力爭議，引致二次革命、護國戰爭等反抗，「以軍逼政」儼然已蔚然成風。袁世凱曾於1914年把各省都督改為將軍，只管軍事，另設巡按使掌民政，意圖牽制地方軍人力量，但未曾有顯著成效；隨著其稱帝失敗後黯然病逝，其生前努力亦盡數付諸東流，中國全境內再無一勢力擁有多大優勢，各派系大致勢均力敵，無論是推動政治目標、抑或單純自保，都必須依賴軍事武力來執行，導致「槍桿子出政權」的信念更為根深柢固，政治軍事化的現象更難以逆轉。
另一因素在於共和制度本身。共和概念本身由西方引進，對於中國乃嶄新嘗試，數千年歷史以來聞所未聞，自然不同派系會對當中共和、立憲、民主、議會、法律等概念有不同理解和詮譯，更加深不同派系之間衝突的可能性，二次革命、護國戰爭、護法戰爭及甲子政變等便是最佳例證。

## 沿革
「軍閥」是指擁有私人軍隊，企圖或實際控制地盤、一心為己利益之將領:22。護國戰爭之後，各地軍閥正式成型。軍閥割據與晚清地方勢力抬頭有相同：代表離心力量，使權力分散甚至地方分離；也有不同：㈠軍閥出身複雜，有軍校、農兵、土匪等，晚清地方領袖出身儒家科舉。
㈡軍閥稅收自留、官吏自行任命，晚清地方領袖效忠中央，㈢軍閥互相爭鬥，晩清地方領袖聽命中央:22-23。
軍閥割據可說是軍人參與、干涉、把持政治之過程：
㈠清末新政——新式武備學堂與新式軍人出現，部份軍人對政治感興趣，使軍人政治化，如新軍參與革命活動。
㈡清朝覆滅，共和成立——皇權崩潰，法統危機出現，革命打倒皇權「天命」，卻未能樹立新權威，「皇帝」根深蒂固，人們仍未完全接受「總統」。
㈢共和理想幻滅——革命退卻，軍人滲透中國，「二次革命」後袁世凱解散國民黨，孫中山再次逃亡日本，北洋軍人席捲中國。
㈣袁氏獨裁——議會制度崩潰，一切依賴武力解決，即政治軍事化。
㈤討袁之役——以武力反復辟，加劇政治軍事化，袁世凱企圖恢復帝制，蔡鍔建立護國軍以武力解決問題，各省響應。
㈥南北戰爭——「護法運動」出現，加劇法統危機，袁世凱死後，孫中山從日本回來領導「護法運動」，以1912年《臨時約法》為正統，而北洋政府則以1914年《中華民國約法》為正統，人們對法統爭持不休，無法達成共識。
㈦勢均力敵局面出現——軍閥割據現象持續，出現許多軍閥大小不一，無一能消滅其他軍閥，因此需要聯盟:23-24。

### 華北

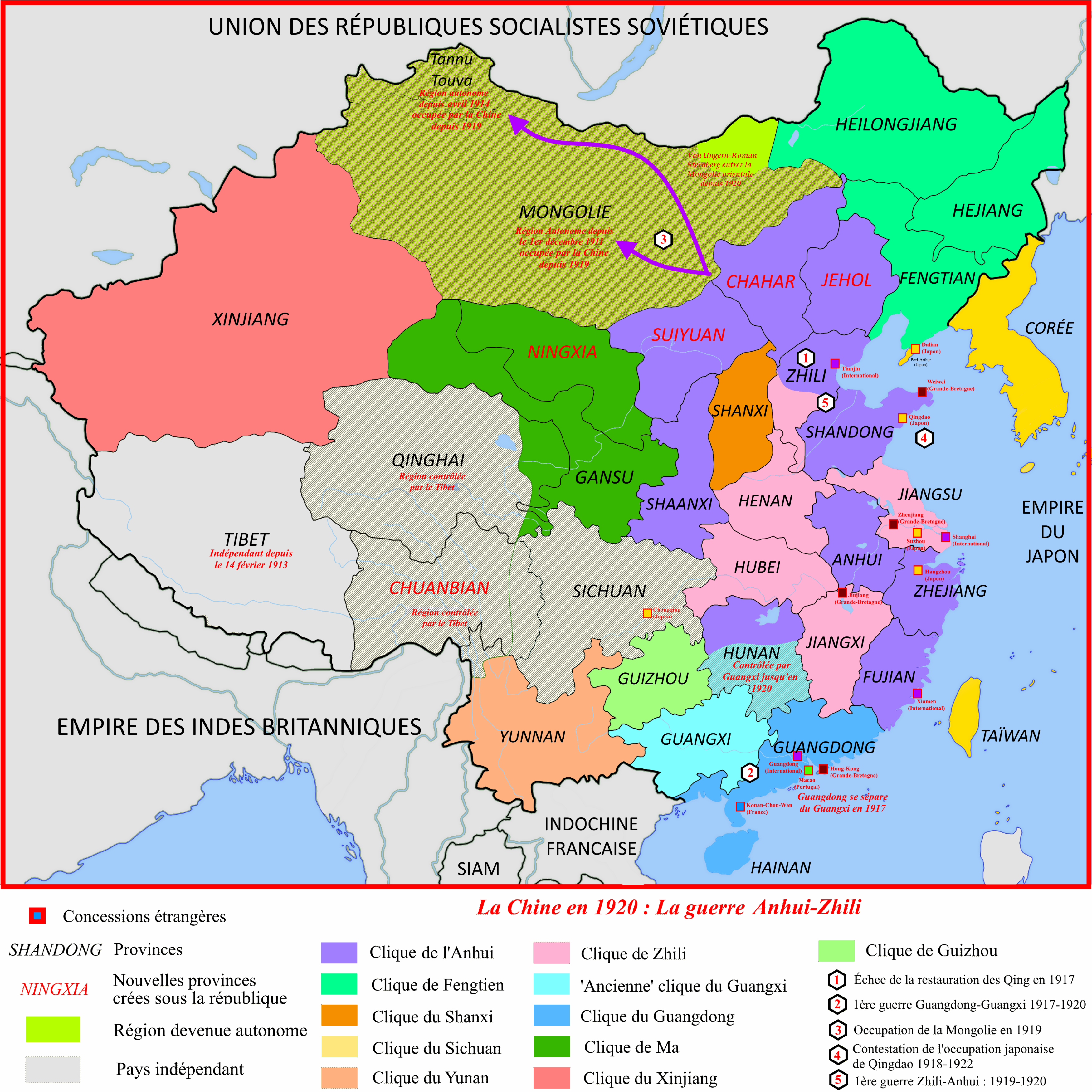
1917-1920年军阀分布

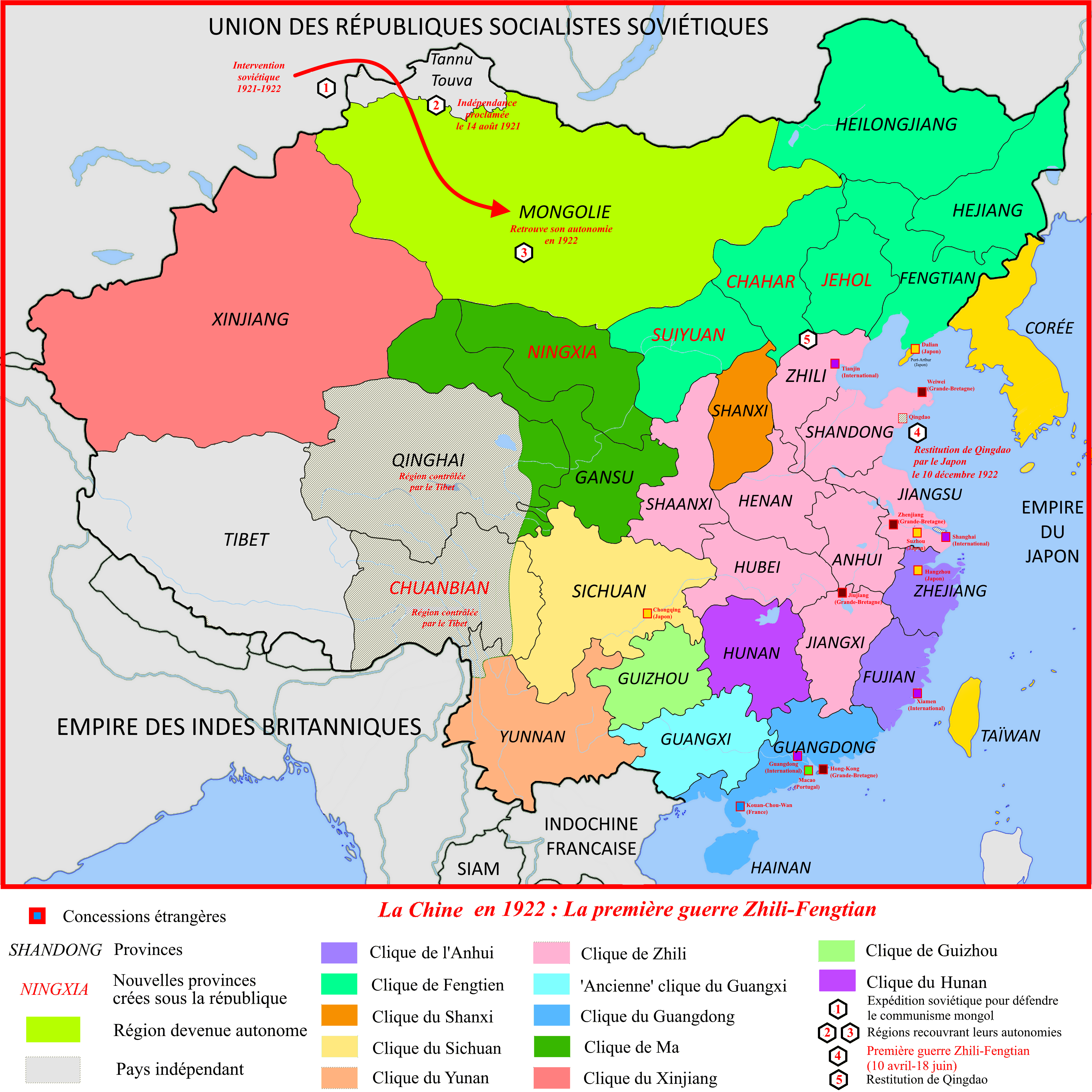
1921-1922年军阀分布

辛亥革命爆發後，華北一帶的北洋軍並未有即時響應，各省宣布獨立之初更曾一度兵戎相向，於孫中山與袁世凱達成協議後後者才發動北洋兵諫推翻滿清；宣布獨立的華南省立新軍未曾攻下北京或甚至任何華北腹地，華北主要仍由袁麾下的北洋軍控制。袁稱帝失敗病逝後，麾下軍官無一人能有與其同等、足以統一號召整支北洋軍的威望地位；再加上由於當時的北洋政府是國際社會唯一承認的合法中華民國政府，可獲得大量關稅收入和外國貸款，一眾軍官為爭奪政府領導權旋即分裂成一眾北洋軍閥派系，當中勢力最大之三為以段祺瑞為首的皖系、以馮國璋為首的直系及以張作霖為首的奉系。
在整個軍閥割據時期，北洋政府的控制權經歷了從皖系到直系再到奉系的更迭。1916-20年為皖系控制北洋政府的時期。第一次府院之争中，時任中華民國國務總理段祺瑞與時任中華民國大總統黎元洪矛盾重重。張勳復辟後，黎元洪在段祺瑞的壓力下被迫下臺，馮國璋續任總統。第二次府院之爭中，段祺瑞與馮國璋在對護法運動和西南軍閥的意見上不合，段祺瑞和馮國璋兩人于1918年10月共同下野，由段祺瑞控制的中華民國第二屆國會選出徐世昌接任總統，段祺瑞則通過安福國會在背後操縱政權。
1919年12月，馮國璋去世，直系軍閥開始由曹錕領導。由於曹錕落選副總統、吳佩孚反對安福國會，直皖矛盾激化。1920年4月，曹錕與奉系等八省軍閥結成反皖同盟，同年7月直皖戰爭爆發，直系和奉系獲勝。戰後，安福國會被解散，其主要成員的徐樹錚、王揖唐、段芝貴等10人被通緝，皖系勢力被擊潰並自此失勢。
然而，直系與奉系戰後旋即因分贓不勻發生摩擦，第一次直奉戰爭繼而於1922年爆發，張作霖被擊敗，退出關外，直系取得北京政權。1923年6月，曹錕通過賄選當選總統。1924年，爲了反對直系的領導地位，奉系聯合皖系殘部和孫中山的廣東軍政府共同討伐直系，第二次直奉戰爭爆發。直系將領馮玉祥受張作霖之子張學良五十萬大洋賄賂，遂叛離直系自立為國民軍，並倒戈發動甲子政變囚禁曹錕，最終導致直系潰敗。然而，馮玉祥與奉系的合作並未長久。北京政變后，馮玉祥未如張作霖要求撤離北京，反而長久進駐，更意圖邀段祺瑞和孫中山出山進京執政，自此與奉系決裂。
1925年，直系敗將吳佩孚發動反奉战争，成功敗部復活並驅逐蘇皖等地的奉系勢力。1926年，張作霖聯合日本勢力揮師南下入關，馮玉祥退出北京至昌平南口防守，奉系佔領京城。此時，張作霖與吳佩孚實現了直奉聯合，組成“討赤聯軍”，將馮玉祥的勢力趕至綏遠。然而事後，張作霖並未給予吳佩孚好處，北洋政府自此均受奉系所控制，直到北伐結束。
1926年7月，蔣介石開始北伐戰爭，吳佩孚、孫傳芳等被擊敗，馮玉祥、閻錫山等加入國民革命軍。1928年6月4日，張作霖撤離北京，退往關外，被日本關東軍在皇姑屯炸死。6月8日，國民革命軍進入北京。12月29日，張學良宣佈東北易幟效忠南京國民政府，國府終門面上實現統一並得到國際承認、合法代表全中國，北洋軍閥勢力自此完全退出歷史舞臺。但實際上，由於蔣介石北伐之勝利仰賴馮玉祥西北軍、閻錫山晉軍和李宗仁桂軍等勢力合作倒戈對付北洋軍，故北伐成功後該等勢力同時坐大並與蔣系中央發生摩擦。北伐結束後，各軍閥勢力陸續發動蔣馮戰爭、蔣桂戰爭等反蔣行動，最終以1930年中原大戰眾軍閥被擊敗作結。直至30年代開始出現共產黨及日本兩個敵人需要聯手應付時，各軍閥擁兵自重互相混戰的現象才大致開始平息，故有史家以中原大戰作為軍閥時代的結束點。
統一後的國民革命軍，除黃埔軍校出身的中央嫡系部隊以外，成分大多為軍閥部隊於北伐前後歸順或被收編而來，將領亦多為舊軍閥出身，歸順國軍的將領更有純粹易幟但部隊維持原指揮編制之舉，故蔣介石即使在統一後，亦無法在國軍內部削除太多將領的自主性，導致國軍內部一直有欠團結，為日後的剿共、抗戰及內戰埋下隱憂。

### 華南
辛亥革命時，華南各省（川、黔、滇、湘、桂、粵）自建的新軍於控制省政府後各自宣布獨立，而北洋軍要等到袁世凱決定變節後才發《段祺瑞等要求共和電》，再加上華南新軍全為省政府自籌自建，創建時即獨立於北洋六鎮體系以外，諸省軍力並非北洋軍閥所能節制。桂系、滇系、粵系和親孫中山勢力圍繞著兩廣地區和廣州政府的控制權爭鬥。湘系（湖南）、川系（四川）則長時間維持自主性，主要圍繞在省內的鬥爭，並未參與正統權之爭。唯一例外為福建省，其為北洋皖系勢力範圍，定義上並非華南軍閥。
在廣西，清朝廣西提督陸榮廷借由支持辛亥革命及“桂人治桂”的政策成為廣西都督，之後更通過參與護國戰爭鞏固其在廣西的統治地位，史稱舊桂系。護國戰爭勝利后，黎元洪大總統任命陸榮廷為廣東督軍，但原廣東督軍龍濟光不願退職。陸榮廷遂派桂軍進攻，擊敗龍濟光，廣東成為舊桂系的勢力範圍。由於不滿黎元洪被架空和段祺瑞控制下的北洋政府，陸榮廷宣佈兩廣自主。
同時，滇系統帥蔡鍔于1916年護國戰爭勝利不久后去世，唐繼堯繼位掌權，坐鎮雲南和貴州並與川系軍閥時有摩擦。1921年，滇系將領顧品珍叛變，滇系分裂為顧部和唐部。
有別於北京政府，南方軍閥最初缺少正統政府的名義，因此在北京政府府院互鬥後，南方軍閥開始找尋可以擁戴的正統象徵。陸榮廷與唐繼堯藉著1917年7月護法運動的機會，招攬孫中山與部分國會議員到廣州另立護法軍政府，孫中山任大元帥，陸榮廷和唐繼堯則任元帥，意圖北伐對抗北京政府。然而，護法軍內部各主要軍閥勢力主要盤算，是將廣東收歸自己的統治，而非實際推翻北京政府，因此三人漸生嫌隙。1918年4月，滇系和桂系開始排擠孫中山，改大元帥首領制為七總裁合議制，邀西南各省軍閥為總裁。由於職權遭到架空，孫中山在1918年5月4日辭職，離開廣東到上海。護法軍政府在此之後開始內戰，桂系試圖清除在廣東的滇系戰力，因此逮捕滇系將領張開儒、槍殺崔文藻，將滇系軍隊逐出廣東，陸榮廷的桂系勢力達到巔峰。
1920年，直皖戰爭在北方爆發，與此同時，桂系發動第一次粵桂戰爭，派兵攻打親孫中山的粵系陈炯明和許崇智所轄軍隊，卻被擊敗，退回廣西。孫中山遂從上海返回廣州，于1921年4月改組軍政府為正式政府，召開非常國會，就任非常大總統。6月，桂系為奪回對廣東的控制權，發動第二次粤桂战争，卻再次敗于粵軍。二度戰敗導致桂系實力弱化，進而分裂。以保定軍校畢業的青壯派軍官李宗仁和白崇禧為首的部隊，在隨後的廣西內戰中逐步崛起，並擊敗清朝時代的舊軍頭陸榮廷、沈鴻英再次統一廣西，成為廣西軍閥的新領袖，被稱為新桂系。
另一方面，1922年，孫中山在第二次粵桂戰爭勝利后，要求陳炯明北伐，陳不從被免職。北方在直奉戰爭后，黎元洪再次就任大總統，護法運動目的達成，各方要求孫中山卸下其非常大總統一職。陳炯明部下葉舉為迫使孫中山下野，出兵圍攻廣州總統府，孫因此出逃上海，史稱六一六事变。
1923年1月，孫中山聯合滇系杨希闵部（顧品珍派）、桂系刘震寰部及倒戈的粵軍，共同討伐陳炯明。2月陳炯明被擊敗，退守東江。孫中山也于2月回到廣州，再任大元帥，但是廣州仍然被楊希閔與劉震寰給主掌，孫中山的立場並未比1918年更為穩固。孫中山鑒於缺少忠於自己的武力，選擇與蘇聯結盟，並在1924年開辦黃埔軍校組成國民革命軍，成為華南軍閥的其中一支勢力。
1925年起，蔣中正指揮國民革命軍開始掃除廣東內反孫勢力，二度東征陳炯明並順帶殲滅試圖反叛的楊希閔與劉震寰。陳炯明最終遭國民革命軍許崇智部粵軍及國民革命軍殲滅，失勢下野出逃香港並隱居餘生。1925年3月，孫中山病逝，國民革命軍於廣東持續內戰期間，唐繼堯部滇軍決定支持陳炯明，欲聯手新桂系向廣東發兵殲滅廣州國民政府，被李宗仁回絕後，唐繼堯組成川黔滇（四川、貴州、雲南）聯軍，發動滇桂戰爭、企圖殲滅新桂系，卻反遭擊潰，滇系自此失勢沒落。
國民革命軍北伐前與新桂系結盟，形式上完成統一，桂軍繼而改組成國民革命軍第七軍。隨後，以唐生智為首的部分少壯派湘系軍閥在省內內戰失勢後轉投廣州政府，成為國民革命軍第八軍。北伐後，國民革命軍陸續將擊敗舊有的湘系與閩系軍閥，黔系王天培、彭漢章在1926年7月接受國民革命軍改編。川系劉湘在1926年12月與接受名義上歸順國民政府。1927年4月，貴州督辦周西成歸順國民政府，任貴州省政務委員會主席。1928年，滇系龙云在二六政變中推翻唐繼堯，并打敗對手胡若愚后，也名義上歸順蔣介石，任雲南省主席。
在龍雲歸順後，西南軍閥割據時期結束。廣西、貴州、四川、雲南是以名義上歸順改編，因此，在國民政府成立後，其省務仍維持半獨立的地位。福建、湖南則是在國民革命軍北伐時遭到清除，由效忠國府的軍閥主政。廣東則是在國民政府遷都南京後，由地方實力派軍人陳濟棠結合以胡漢民為首的反蔣中正派國民黨元老，重新取得了半獨立地位。

## 影響
1926年至1928年間，1,300個大、小軍閥打過140場大、小戰爭，主要是爭奪地盤：大軍閥爭奪中央政權，以合法舉借外債，發行公債，把持中央財政；小軍閥爭奪地盤徵稅和招募兵馬，使政局動盪不穩，政權頻頻易手，影響行政效率:25。
軍閥混戰嚴重破壞社會生產力，政權分裂無法落實區域性經濟發展計劃，阻礙中國現代化；軍閥往往把控制範圍內資源、物力花於戰爭和其他軍事用途:25。當時中國民族工業得到發展：外因是第一次大戰期間，國際市場對中國民用工業製成品及中國農礦初級產品原料需求大增；內因是北洋政府大部精力爭奪地盤，放鬆控制現代經濟，有助民族工商業興起；同時留學生出國學習盛極一時，使中國培育第一批企業家、科學家、經濟學家、工程師、經理和技術人員，形成新社會力量，有助工商業發展:25-26。
由於戰爭和天災，到處出現飢荒，軍閥割據使傳統全國性官方救濟機構停頓，大量農民離開村莊，人口大遷移，社會動盪；因為飢荒由人為戰爭造成，美國紅十字會拒絕救濟；中央政權崩潰後出現思想革命，社會文化出現自春秋戰國後另一次百家爭鳴:26。

## 列表

### 華北
- 北洋軍: 袁世凱
  -  北洋三雄
    - 皖系：段祺瑞、段芝貴、倪嗣衝、張敬堯、陳樹藩、盧永祥、張懷芝、曲同豐、李厚基、王永泉、臧致平、张毅
    - 直系：馮國璋、曹錕、吳佩孚、齊燮元、王占元、李純、陳光遠、寇英傑、彭壽莘、劉鎮華、憨玉琨、張治公
      - 新直系: 曹錕
      - 五省聯軍：孫傳芳、孟昭月、盧香亭、陳調元、白寶山、周蔭人

    - 奉系：張作霖、張學良、張作相、萬福麟、馬占山、馮占海、楊宇霆、常蔭槐、趙倜、張景惠、湯玉麟、吳俊陞、孫烈臣、張海鵬、許蘭洲、姜登選、于學忠、何住國、張驤伍、袁金鎧、孟恩遠、高士儐、汲金純、王樹翰、邢士廉、翟文選、劉尚清、鮑文樾、關玉衡、臧式毅、劉多荃、白鳳翔、韓麟春、王樹常、于國翰、鮑貴卿、趙爾巽、馬龍潭
      - 直魯軍：張宗昌、李景林、褚玉璞、徐源泉、孫殿英、劉珍年、康斯坦丁·彼得羅維奇·聶恰耶夫

  - 其餘北洋系
    - 西北軍（叛離自直系）
      - 國民一軍：馮玉祥、宋哲元、張自忠、張之江、鹿鍾麟、鄭金聲、劉郁芬、李鳴鐘、韓復榘、石友三、孫連仲、孫良誠、劉汝明、張維璽、佟麟閣、過之綱、葛金章、聞承烈、程希賢、韓多峰、趙席聘、吉鴻昌
      - 國民二軍：胡景翼、鄧寶珊、岳維峻、李虎臣、續範亭、董振堂、高桂滋
      - 國民三軍：孫岳、龐炳勳、劉汝賢
      - 國民四军：郭松齡、鄒作華、魏益三
      - 國民五軍: 方振武
      - 陝系：楊虎城、馮欽哉、孫蔚如、趙壽山、武士敏、李家驥、孔從洲、楊渠統、王勁哉

    - 晉系：閻錫山、傅作義、商震、徐永昌

  - 地方軍閥
    - 山東: 劉珍年
    - 豫軍: 鄧寶珊、李山林、顏之蘭、趙振江、王振
      - 毅軍: 姜桂題
      - 宏威軍: 張慶、趙倜
      - 定武軍: 張勛
      - 河南保衛軍: 靳雲鶚
      - 建國豫軍: 樊鍾秀
      - 靖國豫軍: 王天縱
      - 鎮嵩軍: 張鈁、劉鎮華

    - 東北
      - 吉林: 孟恩遠
      - 黑龍江: 畢桂芳
      - 陸軍第28師: 馮德麟

### 華東
- 浙江: 朱瑞

### 西北
- 馬家軍：馬麒、馬麟、馬步芳、馬步青、馬鴻賓、馬鴻逵、馬仲英、馬虎山、馬占倉、馬福元、馬廷賢、馬全欽
  - 东干斯坦: 馬虎山
  - 甘馬: 馬安良、馬廷賢
  - 青馬: 馬步青、馬步芳、馬仲英
  - 寧馬: 馬鴻逵、馬鴻賓
- 新疆系：楊增新、金樹仁、盛世才
- 甘肅八鎮
  - 攏東鎮: 張兆鉀
  - 攏南鎮: 孔繁錦
  - 寧夏鎮: 馬鴻賓
  - 甘邊寧海鎮: 馬麒
  - 河州鎮: 裴建准
  - 涼州鎮: 馬廷勷
  - 甘州鎮: 馬麟
  - 肅州鎮: 吳桐仁

### 華南
- 本省地方勢力
  - 桂系
    - 舊：岑春煊、陸榮廷、陳炳焜、沈鴻英、林虎、谭浩明、莫荣新
    - 新：李宗仁、白崇禧、黃紹竑、夏威

  - 粵系
    - 舊：陳炯明、邓本殷、葉舉、洪兆麟、楊坤如
    - 新：陳濟棠、許崇智、張發奎、余漢謀、李漢魂

  - 湘系：谭延闿、趙恆惕、唐生智、何鍵、程潜
    - 湘西：陳渠珍

  - 滇系
    - 舊：蔡锷、唐繼堯、顧品珍、趙又新
    - 新：龍雲、卢汉、胡若愚、张汝骥、李选廷

  - 黔系：
    - 舊（興義系）：劉顯世、王文華、袁祖铭、戴戡、王天培、彭漢章
    - 新（桐梓系）：周西成、毛光翔、王家烈

  - 川系：劉湘、鄧錫侯、楊森、刘文辉、刘存厚、羅澤洲、李家钰、田颂尧
    - 武備系: 尹昌衡、胡景伊、周道剛、劉存厚
    - 實業團: 謝持、張培爵、呂超
    - 速成系: 劉湘、楊森
    - 保定系: 劉文輝、鄧錫侯、田頌堯、余安民
    - 軍官系: 李家鈺、羅澤洲
    - 九人團: 熊克武

  - 福建军阀
    - 福建: 李厚基
    - 福建民军：郭锦棠、郭凤鸣、卢新铭、卢兴邦、钟绍葵、陈国辉
    - 闽系海军：杨树庄、陈季良、林国赓
    - 国民党新军阀
      - 漳州: 張毅
      - 建甌: 刘和鼎
      - 邵武: 周志群
      - 福安: 陈齐瑄
      - 閩北: 盧興邦
      - 閩西: 郭鳳鳴、鍾紹葵
      - 閩南: 张贞
      - 廈門: 臧致平
      - 沙縣: 郭錦棠
      - 長汀: 盧新銘
      - 泉州: 陳國輝
      - 海軍陸戰隊第一混成旅: 楊樹莊、楊砥中

  - 赣系：
    - 舊：鄧如琢、蔡成勋
    - 新：赖世璜、李烈鈞、熊式輝

  - 海南: 鄧本殷

### 海軍派系
- 電雷系海軍: 歐陽格、黎玉璽
- 粵系海軍: 陳策
- 青島系海軍: 沈鴻烈

### 政黨勢力
- 中國國民黨：孫中山
  - 黃埔系: 蔣中正
  - 東北軍: 張學良

- 中国共产党：朱德、毛澤東、周恩來